# Reformed Church in America
Die Reformed Church in America (RCA) ist eine reformierte Kirche calvinistischer Prägung, die früher in den Vereinigten Staaten als Dutch Reformed Church bekannt war. Zur Kirche gehören annähernd 85.000 Mitglieder in den Vereinigten Staaten und Kanada.
Die Reformed Church in America sollte nicht verwechselt werden mit der Reformed Church in the United States.
Die RCA ist ein Gründungsmitglied im Nationalen Kirchenrat der USA und im Weltkirchenrat. Volle Abendmahlsgemeinschaft wurde mit der Evangelisch-Lutherischen Kirche in Amerika (ELCA), der Presbyterian Church (U.S.A.) und der United Church of Christ (UCC) in der Formula of Agreement vereinbart. Entsprechende Vereinbarungen wurden außerdem mit der Union Evangelischer Kirchen (UEK) in Deutschland und der Christian Church (Disciples of Christ) im Rahmen der ökumenischen Partnerschaft getroffen. Die Frauenordination ist in der RCA erlaubt.

## Kirchengeschichte
Die RCA ist die älteste protestantische Kirche mit einer kontinuierlich sich fortsetzenden Reihe von Pastoren und Theologen in Nordamerika. Die ersten niederländischen Siedler in Neu Niederlande hielten anfangs Treffen für Gottesdienste ab, bis mit Jonas Michaelius der erste Pfarrer im Jahre 1628 eine Gemeinde in Nieuw Amsterdam (dem heutigen New York) organisierte, die sogenannte Reformed Protestant Dutch Church. Diese Keimzelle der RCA, die 1693 durch König Wilhelm III. einen Freibrief erhielt und damit die älteste Körperschaft (corporation) der USA ist, hat sich bis heute erhalten. Unter dem Namen Collegiate Church gehören zu ihr heute vier Gemeinden in der Stadt New York: Fort Washington Collegiate Church, Middle Collegiate Church, Marble Collegiate Church und West End Collegiate Church.
Diese Kirche war in der niederländischen Kolonie Neu Niederlande die etablierte Kirche der niederländischen Siedler. Obwohl die Briten 1664 die niederländische Kolonie eroberten, wurden weiterhin alle Pastoren der Kirche in Amsterdam in den Niederlanden ausgebildet, und kirchliche Dienste wurden bis 1764 in niederländischer Sprache vollzogen.
1747 entschied sich die Kirche, eine Versammlung in Amerika abzuhalten, welche sich 1754 von der niederländischen Kirche in Amsterdam unabhängig erklärte. Die Berufung von John Henry Livingston im Jahre 1784 als Professor der Theologie markiert den Beginn des Theologischen Seminars von New Brunswick. 1792 wurde eine formale Kirchenverfassung verabschiedet, und im Jahre 1794 tagte die erste Generalsynode der Reformierten Kirche. Schließlich wurde 1867 für die Kirche der Name Reformed Church in America beschlossen.

## Bekannte Mitglieder der Reformed Church in America
- Theodore Roosevelt, ehemaliger Präsident der Vereinigten Staaten
- Martin Van Buren, ehemaliger Präsident der Vereinigten Staaten
- Donald Trump, Unternehmer und  Präsident der Vereinigten Staaten
- Robert Schuller, Fernsehprediger und Autor
- Robert Anthony Schuller, Sohn und Nachfolger von Robert Schuller, Prediger und Autor
- Bobby Schuller, Sohn und Nachfolger von Robert Anthony Schuller, Prediger und Autor
- Norman Vincent Peale, Pfarrer und Autor (Die Kraft positiven Denkens)
- Philip Schuyler, General im Amerikanischen Unabhängigkeitskrieg und Vertreter New Yorks im US-Senat
- Abraham J. Muste, sozialistischer Friedens- und Gewerkschaftsaktivist